# Anopheles albimanus
Anopheles albimanus (phát âm ə nóffə leez albi manəss) là một loài muỗi mà truyền bệnh sốt rét.

## Phân bố
A. albimanus xuất hiện tại Antigua và Barbuda, Bahamas, Barbados, Belize, Brazil, Cayman Islands, Colombia, Costa Rica, Cuba, Cộng hòa Dominican, Ecuador, El Salvador, Guatemala, Haiti, Honduras, Jamaica, México, Nicaragua, Panama, Turks và Caicos Islands, Peru, Puerto Rico, Suriname, United States, Uruguay, Venezuela và Virgin Islands.

## Bộ sưu tập

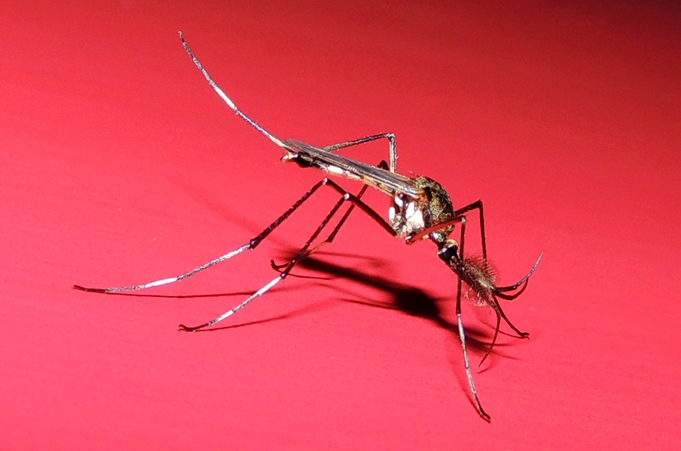
Anopheles albimanus.
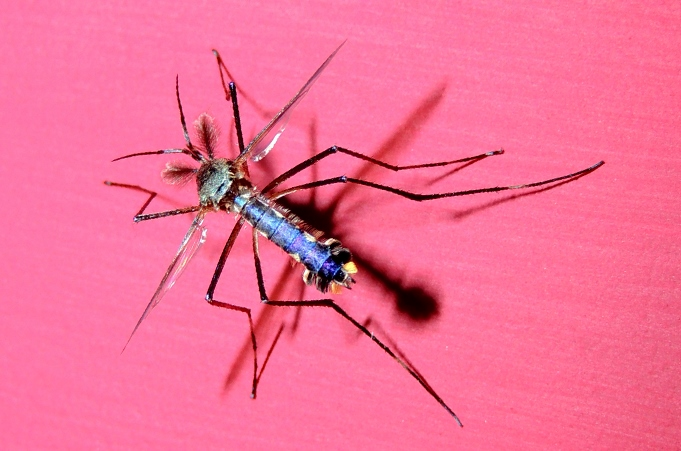
Anopheles albimanus.
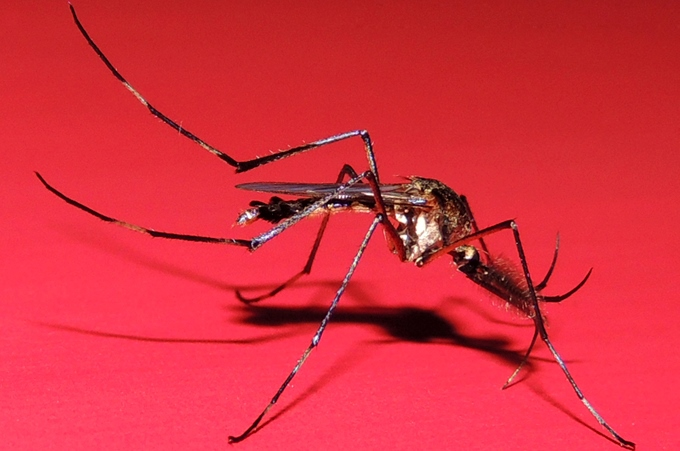
Anopheles albimanus.